# دانیل بول
دانیل بول (انگلیسی: Daniel Bohl؛ زادهٔ ۹ ژوئن ۱۹۹۴) بازیکن فوتبال اهل آلمان است.
وی همچنین در تیم‌های ملی فوتبال جوانان آلمان، جوانان آلمان، و جوانان آلمان بازی کرده‌است.